# Veerdienst Kaupanger - Gudvangen

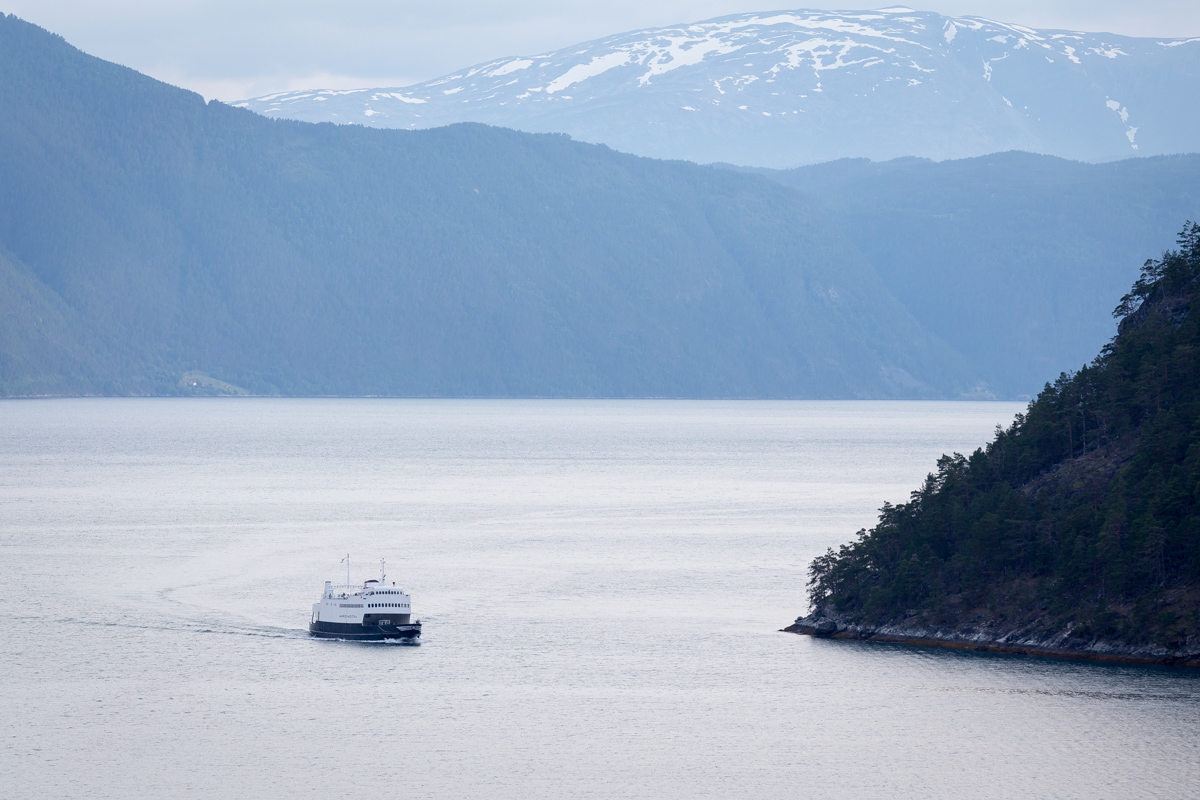
MF Hardingen

De veerdienst Kaupanger - Gudvangen is een veerverbinding in Noorwegen tussen de plaatsen Kaupanger en Gudvangen in de provincie Vestland. De route over het Sognefjord is vooral in trek bij toeristen. Eerder voer de veerboot ook door naar Lærdal. De verbinding wordt sinds 2015 uitgevoerd door de rederij Fjord2 die door lokale ondernemers werd opgericht nadat de maatschappij Fjord1 die de dienst eerder uitvoerde, in 2014 zijn activiteiten had gestaakt.